# College Formation
Die College Formation (kort CFB, för College Formation Berlin) var ett östtyskt soul- och rockband. Det bildades 1972 i Östberlin och fostrade många talanger inom den östtyska rockmusiken. Gruppens mentor var Konrad "Conny" Bauer.
Medlemmarna var huvudsakligen studenter eller f.d. studenter vid Hochschule für Musik "Hanns Eisler Berlin, därav bandnamnet. Deras förebilder var bland andra Otis Redding, Wilson Pickett och James Brown, och spelade till en början deras låtar. En säregenhet för bandet var dess stora blåssektion och de många sångarna.
Bland medlemmarna återfanns bl.a. den senare grundaren och medlemmen av Silly, Matthias Schram, tubaspelaren Mathias Pflugbeil som skulle komma att spela med Stern-Combo Meißen och Lift, samt två av systrarna som skulle ingå i Der Caufner-Schwestern, såväl som sångaren Hans-Joachim "Neumi" Neumann, som senare skulle ingå i Karat och Neumis Rock Circus.
Bandets mest kända låt var Als ich nachher von Dir ging, en tonsättning av en dikt av Bertolt Brecht. Bandet upplöstes 1976.

## Diskografi
- Als ich nachher von Dir ging, 1973
- Vom Träumen auf Examen in Musik, 1973